# 拉惹阿里芬·拉惹苏莱曼
拿督拉惹阿里芬·拉惹苏莱曼（1942年—2002年3月3日），马来西亚政治人物、巫统党员。他曾任华玲国会议员、首相署副部长。

## 逝世
2002年3月3日，他因心脏衰竭在八打灵再也马来亚大学医学中心（PPUM）去世，享年60岁。在其位于白沙罗高原的住所表达最后敬意的政要包括首相马哈迪·莫哈末和首相夫人茜蒂哈斯玛。